# عطيفة الأرانب
عطيفة الأرانب (الاسم العلمي:Campylobacter cuniculorum) هي نوع من البكتيريا تتبع جنس العطيفة من فصيلة العطيفات.